# Гниляне (квартал)
 Тази статия е за квартала на Нови Искър.  За града в Косово вижте Гниляне (Косово).  
Гниляне, с предишно име Църква, е квартал на град Нови Искър в столичната област София. Той е бивше село, присъединено като квартал към град Нови Искър.
Кварталът е разположен в югоизточната част на града.

## История
При направените разкопки на селищната могила Окол глава са открити костни идоли и глинени съдове от керамика, изящно изрисувани. Смята се, че находката са датира от 1900 – 3000 г. преди н.е.
Името Гниляне на селото е известно от султански ферман от 23 април 1500 година. Предполага се, че името произлиза от гнилостните вещества събирани тук в най-ниската точка на Софийската котловина преди началото на Искърски пролом. Друго предположение за името е глинестата почва (Гниляне вместо Глиняне за благозвучие). 
При избухването на Балканската война в 1912 година човек от Гниляне е доброволец в Македоно-одринското опълчение.
На 23 септември 1923 година в селото е установена работническо-селска власт. Обявена е Гнилянска република като предвестник на Септемврийското въстание. 
През 1974 година Гниляне е присъединено към Нови Искър.

## Личности
Родени в Гниляне
- Петър Георгиев (1866 – ?) – македоно-одрински опълченец, 3-та и Нестроева рота на 5-а одринска дружина[3]